# Костенко, Павел Иванович (Герой Советского Союза)
Павел Иванович Костенко (12 июня 1919, Новый Кривой Рог, Екатеринославская губерния — 11 января 1944, Маяк-Салынский район, Крымская АССР) — участник Великой Отечественной войны, помощник командира взвода 1-й стрелковой роты 142-го отдельного батальона морской пехоты (255-я морская стрелковая бригада, Отдельная Приморская армия), главный старшина. Закрыл своим телом амбразуру пулемёта. Герой Советского Союза.

## Биография
Родился 12 июня 1919 года в Новом Кривом Роге в семье шахтёра.
Окончил семилетнюю школу и курсы шофёров. Работал слесарем на Криворожском металлургическом заводе, затем шофёром.
25 октября 1938 года был призван в РККА, попал на Черноморский флот. Проходил службу на одном из надводных кораблей Черноморского флота, по-видимому, базировавшегося на черноморском побережье Кавказа, поскольку до августа 1942 года в боях не участвовал.
7 августа 1942 года в Геленджике вошёл в состав 144-го отдельного батальона морской пехоты 83-й бригады морской пехоты и с сентября 1942 года участвовал в боях в его составе на Северо-Кавказском фронте на туапсинском направлении. Первый бой был принят 25 сентября 1942 года близ станицы Шапсугская.
В феврале 1943 года 83-я морская стрелковая бригада принимала участие в десанте на Малую землю. Связной оперуполномоченного особого отдела 144-го батальона старшина 1-й статьи Костенко отличился при высадке десанта 8 февраля 1943 года и в дальнейших боях на плацдарме. Так, 12—13 марта 1943 года, выполняя обязанности заместителя командира взвода, старшина Костенко отбивал со взводом атаки противника и лично уничтожил 7 солдат. Был награждён медалью «За отвагу».
Осенью 1943 года бригада принимала участие в Керченско-Эльтигенской десантной операции. В составе бригады помощник командира взвода 1-й стрелковой роты главный старшина Костенко переправился на плацдарм, созданный севернее Керчи, 22 ноября 1943 года был ранен. В боях на плацдарме также отличился, 10 декабря 1943 года удержав со своим подразделением танки, прорвавшиеся в тыл бригады до получения приказа на отход. Лично уничтожил 12 солдат противника, был награждён орденом Славы 3-й степени.
Член ВКП(б) с 1943 года.
11 января 1944 года, будучи в должности помощника командира взвода 142-го отдельного батальона морской пехоты 255-й морской стрелковой бригады, в бою на плацдарме за высоту 125,6 в двух километрах восточнее деревни Булганак, в ходе контратаки закрыл своим телом амбразуру пулемёта.
Был похоронен в деревне Баксы.
Указом Президиума Верховного Совета СССР от 16 мая 1944 года за образцовое выполнение боевых заданий командования на фронте борьбы с немецко-фашистским захватчиками и проявленные при этом мужество и героизм главному старшине Костенко Павлу Ивановичу посмертно присвоено звание Героя Советского Союза.

## Память
- Имя на Стеле Героев в Кривом Роге.
- Именем героя названы улицы в Кривом Роге[8] и в посёлке Капканы.
- На месте гибели установлена стела.
- Бюст героя установлен на аллее Героев-черноморцев в Феодосии.